# Stenocara dentata
Stenocara dentata — вид жесткокрылых (жуков) из семейства чернотелок.
Обитают в южной части Африки.
Длина тела 17 мм, цвет чёрный. Питаются как растительной, так и животным материалом. Быстро бегают.
Эти жуки стоят в позе головой вниз на песчаных дюнах, чтобы поймать утренний туман, который накапливается в каплях на их теле и затем скользит в рот.
Представители вида достаточно крупные для того, чтобы выбраться из ловушки растения Hydnora africana, в то время как представители более мелких видов остаются в ней на несколько дней.